# Garrisonia aurindae
Garrisonia aurindae är en trollsländeart som beskrevs av Penalva och Costa 2007. Garrisonia aurindae ingår i släktet Garrisonia och familjen segeltrollsländor. Inga underarter finns listade i Catalogue of Life.